# Rhopaluridae
Rhopaluridae is een familie in de taxonomische indeling van de Orthonectida. Deze minuscule parasieten hebben geen weefsels of organen en bestaan uit slechts enkele tientallen cellen. De familie werd in 1937 beschreven door Stunkard.

## Onderliggende taxonomie
- Geslacht Ciliocincta
  - Ciliocincta akkeshiensis Tajika, 1979
  - Ciliocincta julini (Caullery and Mesnil, 1899)
  - Ciliocincta sabellariae Kozloff, 1965
- Geslacht Intoshia
  - Intoshia leptoplanae Giard, 1877
  - Intoshia linei Giard, 1877
  - Intoshia major Shtein, 1953
  - Intoshia metchnikovi (Caullery & Mesnil, 1899)
  - Intoshia paraphanostomae (Westblad, 1942)
  - Intoshia variabili (Alexandrov & Sljusarev, 1992)
- Geslacht Rhopalura
  - Rhopalura elongata Shtein, 1953
  - Rhopalura gigas (Giard, 1877)
  - Rhopalura granosa Atkins, 1933
  - Rhopalura intoshi Metchnikoff
  - Rhopalura litoralis Shtein, 1953
  - Rhopalura major Shtein, 1953
  - Rhopalura murmanica Shtein, 1953
  - Rhopalura ophiocomae Giard, 1877
  - Rhopalura pelseneeri Caullery & Mesnil, 1901
  - Rhopalura philinae Lang, 1954
  - Rhopalura pterocirri de Saint-Joseph, 1896
  - Rhopalura vermiculicola
- Geslacht Stoecharthrum
  - Stoecharthrum burresoni Kozloff, 1993
  - Stoecharthrum fosterae Kozloff, 1993
  - Stoecharthrum giardi Caullery & Mesnil, 1899
  - Stoecharthrum monnati Kozloff, 1993